# Kanon Ptolemeusza

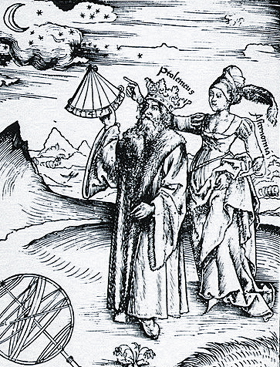
XVI-wieczna rycina przedstawiająca Ptolemeusza prowadzonego przez Uranię, muzę astronomii; Gregor Reisch, Margarita Philosophica (1508)

Kanon Ptolemeusza, zwany też Kanonem królów – lista wymieniająca w porządku chronologicznym imiona i długość panowania władców Babilonii i Egiptu używana przez astronoma Ptolemeusza z Aleksandrii (II w. n.e.) do datowania zjawisk astronomicznych. Jedno z ważniejszych źródeł w badaniach nad chronologią starożytnego Bliskiego Wschodu.
Kanon Ptolemeusza jest w zasadzie kompilacją dwóch list. Pierwsza z nich, powstała w oparciu o informacje pochodzące ze źródeł babilońskich, zawiera imiona i długość panowania babilońskich, asyryjskich i perskich władców rządzących Babilonią (od wstąpienia na tron babiloński Nabu-nasira w 747 r. p.n.e. do utraty kontroli nad Egiptem przez Dariusza III w 332 r. p.n.e.). Do listy tej greccy astronomowie w Aleksandrii dodali drugą, która obejmowała macedońskich i ptolemejskich władców rządzących Egiptem (od zdobycia Egiptu przez Aleksandra Macedońskiego w 332 r. p.n.e. do śmierci Kleopatry VII w 30 r. p.n.e.); niektóre kopie zawierają także listę cesarzy rzymskich (do czasów Antoninusa Piusa).
Długość panowania każdego władcy Ptolemeusz podawał w latach według kalendarza egipskiego. W stosowanym przez niego systemie początek rządów każdego władcy przypadał zawsze w pierwszy dzień egipskiego roku (1 dzień miesiąca tot). Ponieważ rok egipski liczył 365 dni, dzień Nowego Roku z upływem lat ciągle się przesuwał. I tak np. w 747 r. p.n.e. (początek rządów Nabu-nasira) początek egipskiego roku wypadł na dzień 27 lutego, w 604 r. p.n.e. (początek rządów Nabuchodonozora II) na dzień 21 stycznia, a w 486 r. p.n.e. (początek rządów Kserksesa) na dzień 23 grudnia. Jeżeli władca zmarł w danym roku, rok ten z reguły w całości przypisywany był temu władcy, a rządy jego następcy liczono dopiero od początku nowego roku. Jeżeli rządy władcy trwały krócej niż rok, był on pomijany.
Kanon Ptolemeusza uważany jest przez historyków za wartościowe źródło do badania chronologii starożytnego Bliskiego Wschodu, a jego zasadniczą historyczną dokładność potwierdziły inne starożytne źródła, takie jak Urucka lista królów, mezopotamskie teksty astronomiczne czy teksty egipskie.

## Władcy babilońscy, asyryjscy i perscy rządzący Babilonią (747−332 p.n.e.)
| imię władcy           | imię władcy                          | długość panowania w Kanonie Ptolemeusza | datowanie                                  | datowanie              |
| w Kanonie Ptolemeusza | używane współcześnie                 | długość panowania w Kanonie Ptolemeusza | w oparciu o Kanon Ptolemeusza              | stosowane współcześnie |
| --------------------- | ------------------------------------ | --------------------------------------- | ------------------------------------------ | ---------------------- |
| Nabonassaros          | Nabu-nasir                           | 14                                      | 27 lutego 747 – 22 lutego 733 p.n.e.       | 747−734 p.n.e.         |
| Nadios                | Nabu-nadin-zeri                      | 2                                       | 23 lutego 733 – 21 lutego 731 p.n.e.       | 733−732 p.n.e.         |
| Chinzer i Poros       | Nabu-mukin-zeri i Tiglat-Pileser III | 5                                       | 22 lutego 731 – 20 lutego 726 p.n.e.       | 731−727 p.n.e.         |
| Iloulaios             | Salmanasar V                         | 5                                       | 21 lutego 726 – 19 lutego 721 p.n.e.       | 726−722 p.n.e.         |
| Mardokempados         | Marduk-apla-iddina II                | 12                                      | 20 lutego 721 – 16 lutego 709 p.n.e.       | 721−710 p.n.e.         |
| Arkeanos              | Sargon II                            | 6                                       | 17 lutego 709 – 14 lutego 704 p.n.e.       | 709−705 p.n.e.         |
| bezkrólewie           | (Sennacheryb)                        | 2                                       | 15 lutego 704 – 14 lutego 702 p.n.e.       | 704−703 p.n.e.         |
| Bilibos               | Bel-ibni                             | 3                                       | 15 lutego 702 – 13 lutego 699 p.n.e.       | 702−700 p.n.e.         |
| Aparanadios           | Aszur-nadin-szumi                    | 6                                       | 14 lutego 699 – 12 lutego 693 p.n.e.       | 699−694 p.n.e.         |
| Rhegebelos            | Nergal-uszezib                       | 1                                       | 13 lutego 693 – 11 lutego 692 p.n.e.       | 693 p.n.e.             |
| Mesesimordakos        | Muszezib-Marduk                      | 4                                       | 12 lutego 692 – 10 lutego 688 p.n.e.       | 692−689 p.n.e.         |
| bezkrólewie           | (Sennacheryb)                        | 8                                       | 11 lutego 688 – 8 lutego 680 p.n.e.        | 688−681 p.n.e.         |
| Asaradinos            | Asarhaddon                           | 13                                      | 9 lutego 680 – 5 lutego 667 p.n.e.         | 680–669 p.n.e.         |
| Saosdouchinos         | Szamasz-szuma-ukin                   | 20                                      | 6 lutego 667 – 31 stycznia 647 p.n.e.      | 667−648 p.n.e.         |
| Kineladanos           | Kandalanu                            | 22                                      | 1 lutego 647 – 26 stycznia 625 p.n.e.      | 647−627 p.n.e.         |
| Nabopolassaros        | Nabopolassar                         | 21                                      | 27 stycznia 625 – 20 stycznia 604 p.n.e.   | 626−605 p.n.e.         |
| Nabokolassaros        | Nabuchodonozor II                    | 43                                      | 21 stycznia 604 – 10 stycznia 561 p.n.e.   | 604−562 p.n.e.         |
| Illoaroudamos         | Amel-Marduk                          | 2                                       | 11 stycznia 561 – 9 stycznia 559 p.n.e.    | 561−560 p.n.e.         |
| Nerigasolassaros      | Neriglissar                          | 4                                       | 10 stycznia 559 – 8 stycznia 555 p.n.e.    | 559−556 p.n.e.         |
| Nabonadios            | Nabonid                              | 17                                      | 9 stycznia 555 – 4 stycznia 538 p.n.e.     | 555−539 p.n.e.         |
| Kyros                 | Cyrus II Wielki                      | 9                                       | 5 stycznia 538 – 2 stycznia 529 p.n.e.     | 539−530 p.n.e.         |
| Kambysos              | Kambyzes II                          | 8                                       | 3 stycznia 529 – 31 grudnia 522 p.n.e.     | 530−523 p.n.e.         |
| Dareios               | Dariusz I Wielki                     | 36                                      | 1 stycznia 521 – 22 grudnia 486 p.n.e.     | 522−486 p.n.e.         |
| Xerxes                | Kserkses I                           | 21                                      | 23 grudnia 486 – 16 grudnia 465 p.n.e.     | 485−465 p.n.e.         |
| Artaxerxes            | Artakserkses I                       | 41                                      | 17 grudnia 465 – 7 grudnia 424 p.n.e.      | 464−424 p.n.e.         |
| Dareios               | Dariusz II                           | 19                                      | 8 grudnia 424 – 1 grudnia 405 p.n.e.       | 423−405 p.n.e.         |
| Artaxerxes            | Artakserkses II                      | 46                                      | 2 grudnia 405 – 20 listopada 359 p.n.e.    | 404−359 p.n.e.         |
| Ochos                 | Artakserkses III                     | 21                                      | 21 listopada 359 – 15 listopada 338 p.n.e. | 358−338 p.n.e.         |
| Arogos                | Arses                                | 2                                       | 16 listopada 338 – 14 listopada 336 p.n.e. | 337−336 p.n.e.         |
| Dareios               | Dariusz III                          | 4                                       | 15 listopada 336 – 13 listopada 332 p.n.e. | 335−330 p.n.e.         |

## Władcy macedońscy i ptolemejscy rządzący Egiptem (332−30 p.n.e.)
| imię władcy           | imię władcy                  | długość panowania w Kanonie Ptolemeusza | datowanie                                        | datowanie                    |
| w Kanonie Ptolemeusza | używane współcześnie         | długość panowania w Kanonie Ptolemeusza | w oparciu o Kanon Ptolemeusza                    | stosowane współcześnie       |
| --------------------- | ---------------------------- | --------------------------------------- | ------------------------------------------------ | ---------------------------- |
| Alexandros            | Aleksander Macedoński        | 8                                       | 14 listopada 332 – 11 listopada 324 p.n.e.       | 332−323 p.n.e.               |
| Philippos             | Filip III Arridajos          | 7                                       | 12 listopada 324 – 9 listopada 317 p.n.e.        | 323−317 p.n.e.               |
| Alexandros            | Aleksander IV                | 12                                      | 10 listopada 317 – 6 listopada 305 p.n.e.        | 317−310 p.n.e.               |
| Ptolemaios            | Ptolemeusz I Soter           | 20                                      | 7 listopada 305 – 1 listopada 285 p.n.e.         | 305−285 p.n.e.               |
| Philadelphos          | Ptolemeusz II Filadelfos     | 38                                      | 2 listopada 285 – 23 października 247 p.n.e.     | 285−246 p.n.e.               |
| Euergetes             | Ptolemeusz III Euergetes     | 25                                      | 24 października 247 – 17 października 222 p.n.e. | 246−221 p.n.e.               |
| Philopator            | Ptolemeusz IV Filopator      | 17                                      | 18 października 222 – 12 października 205 p.n.e. | 221−205 p.n.e.               |
| Epiphanes             | Ptolemeusz V Epifanes        | 24                                      | 13 października 205 – 6 października 180 p.n.e.  | 205−180 p.n.e.               |
| Philometor            | Ptolemeusz VI Filometor      | 35                                      | 7 października 180 – 28 września 146 p.n.e.      | 180−145 p.n.e.               |
| Euergetes             | Ptolemeusz VIII Euergetes    | 29                                      | 29 września 146 – 20 września 117 p.n.e.         | 170−116 p.n.e.               |
| Soter                 | Ptolemeusz IX Soter          | 36                                      | 21 września 117 – 11 września 81 p.n.e.          | 116−107 p.n.e., 88−80 p.n.e. |
| Dionysos Neos         | Ptolemeusz XII Neos Dionizos | 29                                      | 12 września 81 – 4 września 52 p.n.e.            | 80−51 p.n.e.                 |
| Kleopatra             | Kleopatra VII                | 22                                      | 5 września 52 – 30 września 30 p.n.e.            | 51−30 p.n.e.                 |